# Чамба (народ)
Чамба (также цамба, джамба, самабу, сама, динга, леко) — народ, проживающий в Нигерии и Камеруне. Включает группы чамба-лекон, кунгана, сунтан, донга и такум. Численность чамба в Нигерии составляет около 340 тыс. человек, в Камеруне — около 300 тыс. человек.

## Языки

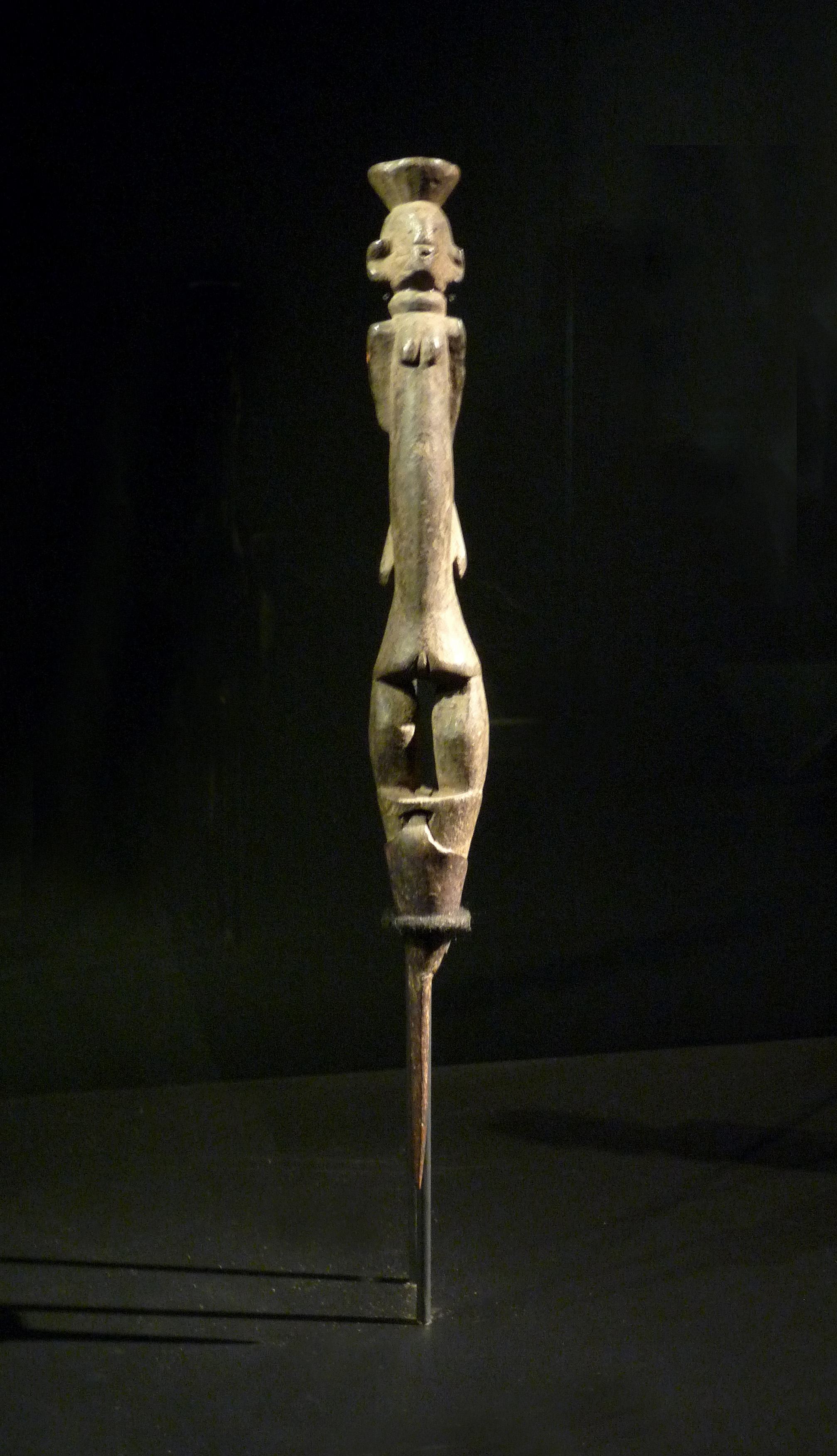
Статуэтка

Народ чамба говорит на языках чамба-леко, или сунтаи, адамава-убангийской семьи нигеро-кордофанской семьи.

## Основные сведения
Чамба занимаются разведением крупного рогатого скота. У них развито гончарное ремесло и плетение корзин.
Женщины чамба носят передник из фибры или бус, а мужчины — набедренную повязку. В пищу употребляют в основном молоко и молочные продукты.
Поклоняются культам предков и силам природы, занимаются магией и ведовством.